# Monotrematum sudamericanum
Monotrematum sudamericanum ist eine ausgestorbene Säugetierart. Sie wird zur Gruppe der Kloakentiere (Monotremata) gezählt und ist neben Patagorhynchus pascuali der bislang einzig bekannte Vertreter dieser Gruppe, der außerhalb des australischen Raumes lebte.
Von Monotrematum sudamericanum wurden drei Zähne, zwei untere und ein oberer Molar gefunden. Diese Fossilien stammen aus Punta Peligro in  der argentinischen Provinz Chubut und werden auf das untere Paläozän datiert. Die Molaren ähneln denen der australischen Gattung Obdurodon, die im Miozän lebte, sind aber doppelt so groß. Monotrematum sudamericanum wird in die Familie der Ornithorhynchidae eingeordnet, zu der auch das heutige Schnabeltier gerechnet wird. Während die heutige Art zahnlos ist, wiesen zahlreiche fossile Vorfahren der Schnabeltiere noch Zähne auf. Anhand dieser Zähne wird intensiv versucht, die stammesgeschichtlichen Beziehungen der Ursäuger zu den anderen Säugetieren zu ermitteln, siehe dazu Systematik der Ursäuger.
Zur Zeit von Monotrematum sudamericanum war der Kontinent Gondwana noch nicht gänzlich auseinandergebrochen, Südamerika, der Antarktische Kontinent und Australien bildeten noch eine gemeinsame Landmasse. Von daher ist die Ausbreitung der sonst nur aus Australien bekannten Ursäuger leicht erklärbar. Vermutlich gab es auch auf dem Antarktischen Kontinent eine Ursäugerfauna, Fossilbelege dafür fehlen allerdings.